# Waldhof (schip, 1993)
De Waldhof was een motortankschip voor vloeibare lading, type C: een gemotoriseerd vaartuig dat bedoeld is om speciale chemicaliën te vervoeren. Het sloeg om op 13 januari 2011, liep bij Sankt Goarshausen op de Midden-Rijn aan de grond en stremde daardoor wekenlang de vaart op de rivier. Bij de kentering van het schip is een schipper om het leven gekomen, een tweede schipper werd later in het schip gevonden.
Achteraf werd vastgesteld dat de oorzaak lag in het niet volledig vullen van de zeven ladingtanks van het schip met 2400 ton zwavelzuur, waardoor het schip onvoldoende stabiliteit over hield. In het geval van zwavelzuurvervoer wordt het volume van de tanks maar gedeeltelijk gebruikt omdat zwavelzuur bijna twee keer zo zwaar is als water. Door de vrije ruimte in de tanks kon de lading in een bocht gaan schuiven en kwam de tanker daarmee schuin te liggen. Verder onderzoek met een 3D-animatie maakte duidelijk dat er in het sterk stromende hoge water van dat moment ook een onderdruk ontstond die het schip uiteindelijk "de beslissende klap" gaf.
De tanker is gekenterd op een van de gevaarlijkste stukken van de Rijn, vlak bij de beroemde rots de Loreley. Daar maakt de Rijn een scherpe bocht. Bovendien is de stroming er sterk. Het ongeluk ging vooral ten koste van het doorgaand vervoer en het containervervoer over Duitse vaarwegen.

## Ongeval
Het motortankschip Waldhof was 12 januari 2011 rond 21.30 uur uit Ludwigshafen am Rhein vertrokken met een lading van 2.378 ton zwavelzuur van 96%. Het ging in de afvaart naar Antwerpen. Na melding bij de riviercentrale van Oberwesel voer het schip op 13 januari 2011, rond 04.32 uur, het “waarschuwingsgedeelte” met radarbewaking binnen tussen Oberwesel en Sankt Goar. Het ontmoette daar de volgende schepen:
- 04:23:25 u / kmr. 547,6 Het duwstel Gerda
- 04:27:34 u / kmr. 549,0 Het motorvrachtschip Mejana
- 04:30:26 u / kmr. 550,0 Het voor anker liggende motorvrachtschip Fiducia
- 04:32:12 u / kmr. 550,6 Een duwstel waarvan de naam niet bekend is gebleven
- 04:36:30 u / kmr. 552,0 Het motorvrachtschip Aragon
- 04:41:20 u / kmr. 553,43 Het opvarend containerschip Acropolis, bij de Betteck
- 04:42:19 u / kmr. 553,75 De Waldhof verdween in de buurt van de rode afscheidingston van de radarschermen van de riviercentrale, vlak onder de Betteck bij de Loreley. Het kenterde daar over de stuurboordzijde en dreef met de kiel naar boven en de kop vooruit onmanoeuvreerbaar stroomafwaarts. Vervolgens langs:
- 04:44:39 u / kmr. 554,2 het opvarende duwstel Vera
- 04:46:16 u / kmr. 554,55 De boeg van het gekapseisde schip botst tegen het TMS Theodorus Johan
- 04:47:59 u / kmr. 554,85 Het raakt met de boeg door de stroming de linker Rijn-oever (campingplaats)
- 04:49:22 u / kmr. 555,0 Het drijft haaks op de stroming langs het opvarende TMS Emma
- 04:51:11 u / kmr. 555,3 Het drijft haaks op de stroming langs het opvarende duwstel Colombia
- 04:52:12 u / kmr. 555,33 Het loopt eerst met de achtersteven vast, kwam door de druk van de stroming omhoog, werd door de stroming tegen de rechter rand van de vaargeul gedrukt en kwam nog steeds met de kop vooruit op de bakboordzijde liggend om 04.52 uur tot stilstand.[2] Op zijn kop voor het standbeeld van de Lorelei[3]

## Berging

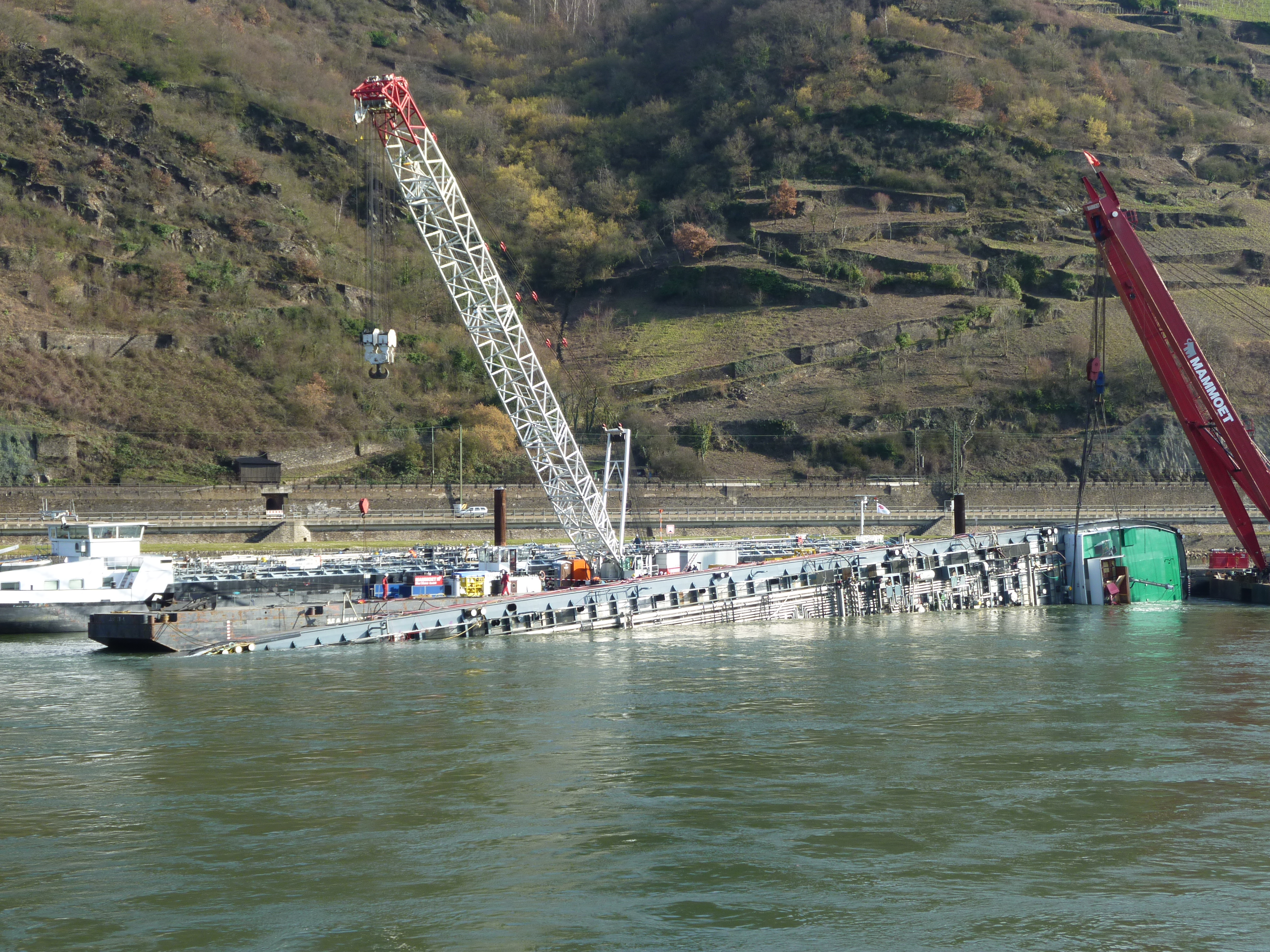
De kranen aan het werk

Het Nederlandse bergingsbedrijf Mammoet nam de berging op zich. Het voerde de drijvende kranen kranen Gryzzly en Atlas aan. Tussen de beide bokken werden kabels onder de tanker door vastgemaakt. Een paar dagen later arriveerde de drijvende kraan Amsterdam. De tanker werd langzaam over zijn lengteas omgedraaid. Het vermiste bemanningslid werd gevonden. 
Het kenteren van het tankschip en de langdurige zijligging van het schip hadden als direct gevolg dat circa 900 ton zwavelzuur in de Rijn liep. Bij de berging werd bovendien nog eens 800 ton zwavelzuur gecontroleerd in de Rijn geloosd. Uit peilingen bleek dat naast de tanker een ‘kuil’ van circa 5 meter was ontstaan door de sterke stroming. Men vreesde oorspronkelijk dat de Waldhof in die geul zou glijden door waterbeweging als gevolg van passerende schepen.

## Gevolgen
De Rijn werd tot de beëindiging van de bergingsmaatregelen voor een periode van 32 dagen soms gedeeltelijk of zelfs volledig voor het scheepvaartverkeer gestremd. Daarmee lagen met name boven de plaats van het ongeval tot 450 schepen langdurig bij de dalvaart te wachten tot ze stroomafwaarts mochten langs het schip. Stroomafwaarts varen was te gevaarlijk. Maar nadat explosiegevaar was geweken konden schepen onder begeleiding van de riviercentrale Oberweselde, geholpen door twee functionarissen van Rijkswaterstaat uit Nederland, de gezonken tanker passeren. Proefvaarten met kleinere schepen langs het scheepswrak bij de rots Loreley waren al succesvol verlopen. De eerste schepen gingen stroomafwaarts langs het wrak. De autoriteiten besloten daarna ook langere schepen tot 110 meter langs de tanker te laten. De Duitse waterpolitie kreeg inmiddels steun van Nederlandse collega’s van het KLPD en de Zeehavenpolitie van Rotterdam. De andere kant op was al beperkte doorvaart mogelijk, maar die is nu stilgelegd om dalvaart mogelijk te maken. Volgens het Bureau Voorlichting Binnenvaart (BVB) liepen de totale kosten van de stremming voor binnenvaartondernemers op met tientallen miljoenen euro’s. 
Het doorgaand vervoer, met herkomst en bestemming buiten Duitsland, verminderde in januari 2011 vergeleken met 2010 met 21,8% naar bijna 1,3 miljoen ton. De vervoersprestatie van de binnenvaart op Duitse wateren verminderde in januari ook met 21% naar 3,2 miljard tonkilometer

## Onderzoek
Het onderzoek van de plaatselijke onderzoekscommissie heeft tot de volgende voorlopige conclusies en evaluaties van de gebeurtenissen op de dag van het ongeval geleid:  
- de bouw en de uitrusting van het tankschip voldeden op het moment van het ongeval (of op het moment van de bouw en/of de verbouwing van het schip) aan de voorschriften van het politiereglement en de regelgeving inzake de gevaarlijke stoffen;
- de bekwaamheden en het aantal van de bemanningsleden aan boord voldeden aan de voorschriften van het Reglement Onderzoek Schepen op de Rijn (Bijlage XI van het  Reglement Onderzoek Binnenschepen);
- de dalvaart van het motortankschip op 13 januari 2011, die bij een verhoogde waterstand boven hoogwaterpeil I met overeenkomstig hoge stroomsnelheden en een zeer  hoge verkeersintensiteit plaatsvond, voldeed aan de algemene en bijzondere verkeersvoorschriften van het Rijnvaartpolitiereglement;
- het vervoer van zwavelzuur 96% door het tankschip was overeenkomstig het voor het schip verleend certificaat van goedkeuring (ADNR) in samenhang met de door het classificatiebureau uitgereikte “stoffenlijst”  (onderafdeling 7.2.2.8.3 ADNR 2009) toegelaten;
- overeenkomstig de door het classificatiebureau gecontroleerde en goedgekeurde stabiliteitsgegevens is de lekstabiliteit voor het tankschip alleen voor ladingen tot een dichtheid van rho = 1,62 t/m3 met een maximale diepgang van 3,11 m aangetoond;
- de Waldhof voldeed op het moment van het ongeval noch aan de stabiliteitscriteria van het ADN 2011 respectievelijk het ADNR 2003, noch aan het algemene     stabiliteitsvoorschrift van artikel 1.07, derde lid, van het Rijnvaartpolitiereglement; [5]

## Afloop
Het schip werd naar de Triton werf in Meiderich afgevoerd, waar het werd hersteld. De rederij gaf het een andere naam: Auriga en bracht het weer in de vaart. In 2013 werd het verkocht. Er werden extra maatregelen genomen om herhaling van het ongeluk te voorkomen. Zo moet elke tanker een beladingsmeter hebben die moet zorgen voor een evenwichtige verdeling van de lading.